# Страсбур-1
Страсбу́р-1 (фр. Strasbourg-1, [stʁa.zbuʁ]) — кантон на северо-востоке Франции, регион Гранд-Эст (бывший Эльзас — Шампань — Арденны — Лотарингия), департамент Нижний Рейн, округ Страсбур.

## История
Один из десяти кантонов, которые были созданы в 1962 году в результате упразднения кантонов Страсбур-Нор, Страсбур-Сюд, Страсбур-Уэст и Страсбур-Эст.
До реформы 2015 года в кантон входила часть Страсбура. По закону от 17 мая 2013 и декрету от 18 февраля 2014 года количество кантонов в департаменте Нижний Рейн уменьшилось с 44 до 23. Новое территориальное деление департаментов на кантоны вступило в силу во время выборов 2015 года. После реформы количество кантонов Страсбура сократилось с десяти до шести.
Начиная с выборов в марте 2015 года, советники избираются по смешанной системе (мажоритарной и пропорциональной). Избиратели каждого кантона выбирают Совет департамента (новое название генерального Совета): двух советников разного пола. Этот новый механизм голосования потребовал перераспределения коммун по кантонам, количество которых в департаменте уменьшилось вдвое с округлением итоговой величины вверх до нечётного числа в соответствии с условиями минимального порога, определённого статьёй 4 закона от 17 мая 2013 года. В результате пересмотра общее количество кантонов департамента Верхний Рейн в 2015 году уменьшилось с 44-х до 23-х.
Советники департаментов избираются сроком на 6 лет. Выборы территориальных и генеральных советников проводят по смешанной системе: 80 % мест распределяется по мажоритарной системе и 20 % — по пропорциональной системе на основе списка департаментов. В соответствии с действующей во Франции избирательной системой для победы на выборах кандидату в первом туре необходимо получить абсолютное большинство голосов (то есть больше половины голосов из числа не менее 25 % зарегистрированных избирателей). В случае, когда по результатам первого тура ни один кандидат не набирает абсолютного большинства голосов, проводится второй тур голосования. К участию во втором туре допускаются только те кандидаты, которые в первом туре получили поддержку не менее 12,5 % от зарегистрированных и проголосовавших «за» избирателей. При этом, для победы во втором туре выборов достаточно простого большинства (побеждает кандидат, набравший наибольшее число голосов).

## Консулы кантона
| Период      | Консул            | Должность                         |
| ----------- | ----------------- | --------------------------------- |
| 1962 — 1970 | Charles Arbogast  |                                   |
| 1970 — 1994 | Joseph Reiffsteck | Заместитель мэра коммуны Страсбур |
| 1994 — 2001 | Harry Lapp        |                                   |
| 2001 — 2015 | Robert Herrmann   |                                   |

После реформы 2015 года консулов избирают парами:
| Консулы кантона после реформы 2015 года: | Консулы кантона после реформы 2015 года: | Консулы кантона после реформы 2015 года: | Консулы кантона после реформы 2015 года:      |
| Период                                   | Пара консулов                            | Статус                                   | Должность                                     |
| ---------------------------------------- | ---------------------------------------- | ---------------------------------------- | --------------------------------------------- |
| 2015 — 2021                              | Mathieu Cahn                             | PS                                       | Заместитель мэра коммуны Страсбур с 2008 года |
| 2015 — 2021                              | Suzanne Kempf                            | PS                                       |                                               |

## Состав кантона
С марта 2015 года в составе кантона часть Страсбура, суммарная численность населения — 47 687 человек (по данным INSEE, 2013).